# 權責發生制原則
權責發生制原則（Accrual concept），是會計學的基本原則、國際公認的標準。 它与現金入賬原則相对。
權責發生制原則比“現金入賬法”更能反映一個經濟個體的財務狀況。 例如，採購剛剛已經收貨，未收到發票，也未付款清責，按現金入賬法，倉庫多了貨物，現金却没少，也没有應付未付，如此不能反映事實；而按權責發生制原則，则可以加上應付未付，平衡反映公司的真實資產負债情況。
權責發生制原則可以協助內部審計，令造假賬更困難，并利于有效監督。

## 外部连结
- 权责发生制原则 （accrual basis） （页面存档备份，存于）